# Martellidendron gallinarum
Martellidendron gallinarum är en enhjärtbladig växtart som först beskrevs av Martin Wilhelm Callmander, och fick sitt nu gällande namn av Martin Wilhelm Callmander. Martellidendron gallinarum ingår i släktet Martellidendron och familjen Pandanaceae. Inga underarter finns listade.